# Centrolene peristictum
Centrolene peristictum är en groddjursart som först beskrevs av Lynch och William Edward Duellman 1973.  Centrolene peristictum ingår i släktet Centrolene och familjen glasgrodor. IUCN kategoriserar arten globalt som sårbar. Inga underarter finns listade i Catalogue of Life.